# Björn Bengtsson

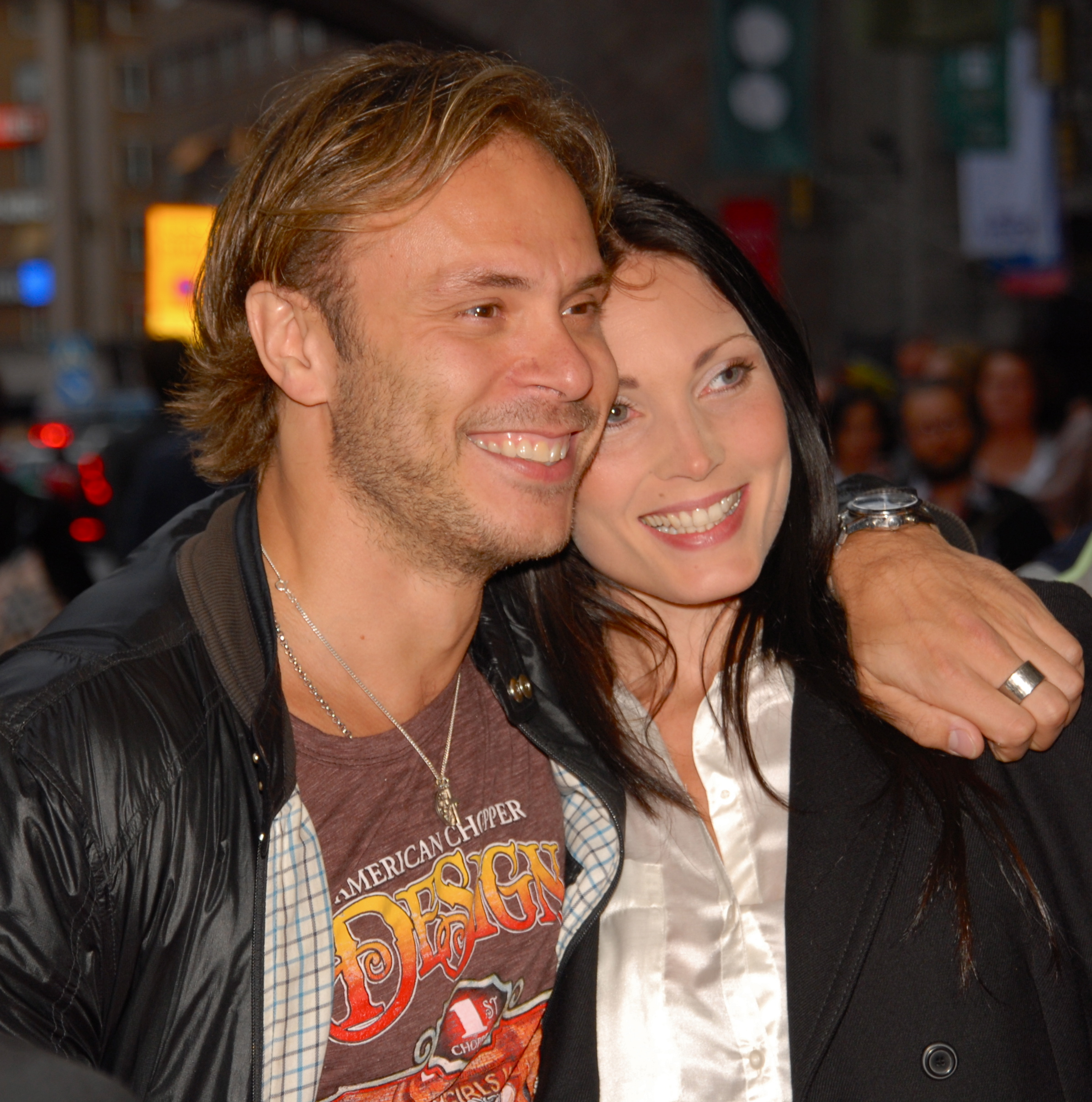
Björn Bengtsson und Sandra Lindblom in Stockholm im September 2011.

Björn Roger Bengtsson (*  17. Oktober 1973 in Malmö) ist ein schwedischer Schauspieler.

## Werdegang
Bengtsson studierte von 1993 bis 1996 an der  Theaterhochschule in Göteborg (Teaterhögskolan i Göteborg). Anschließend arbeitete er am Musiktheater Malmö, Stadttheater Helsingborg (Helsingborgs stadsteater) und Riksteatern (Reichstheater), wo er auch mehrere Auftritte hatte. Des Weiteren spielt er auch bei vielen schwedischen Film- und Fernsehproduktionen mit.

## Filmografie (Auswahl)
- 1999: Gertrud
- 2002: Hot Dog
- 2003: Ramona
- 2003: Utan dig
- 2005: Nur Pferde im Kopf (Vinnare och förlorare)
- 2006: Van Veeteren – Moreno och tystnaden
- 2006: Kommissar Beck: Zerschlagene Träume (Skarpt läge)
- 2006:  Der Rebell des Königs (Snapphanar, Fernsehfilm)
- 2006: Håkan Nesser – Die Schwalbe, die Katze, die Rose und der Tod
- 2006: Håkan Nesser – Moreno und das Schweigen
- 2006: Istedgade
- 2007: Labyrint (TV)
- 2008: Rallybrudar
- 2010: Psalm 21 – Die Reise ins Grauen (Psalm 21)
- 2010: Bröderna Karlsson
- 2011: Bibliotekstjuven (TV)
- 2012: Zon 261
- 2014–2020: Blutsbande (Tjockare än vatten)
- 2015: Wie auf Erden (Så ock på jorden)
- 2015: GSI – Spezialeinheit Göteborg – Blutige Diamanten (Johan Falk, Fernsehreihe)
- 2017: The Last Kingdom (Fernsehserie)
- 2018: Robin Hood
- 2021: Der unwahrscheinliche Mörder (Den osannolika mördaren, Fernsehserie)
- 2022: Mord im Mittsommer (Morden i Sandhamn, Fernsehserie, 2 Folgen)
- 2023: Die Lüge (En helt vanlig familj, Fernsehserie)